# This Is What You Are
This Is What You Are è un brano musicale scritto da Mario Biondi e Alessandro Magnanini ed interpretato da Biondi in collaborazione con l'High Five Quintet, e pubblicato come singolo di debutto del cantante italiano Biondi nel 2006.

## Descrizione
La prima versione di This Is What You Are viene realizzata nel 2004, come parte del progetto Was-a-Bee, destinato a lanciare Mario Biondi sul mercato giapponese. Tuttavia il singolo arrivò al DJ britannico Norman Jay, che fece circolare il brano nella playlist di Radio BBC Radio 1, ed in seguito nell'album compilation Good Times 5, in cui sono presenti altri brani di cantanti soul come Otis Redding, Marvin Gaye e James Brown.
Grazie al successo britannico, l'etichetta discografica Schema Records prende la decisione di pubblicare un album di Mario Biondi in Italia, Handful of Soul in cui viene inserito This Is What You Are. Il brano ottiene un notevole successo anche nelle radio italiane, soprattutto per un brano di genere jazz, e contribuisce a lanciare la carriera di Biondi.

## Video musicale
Il video musicale prodotto per This Is What You Are è stato reso disponibile sul canale YouTube della Schema Records il 16 novembre 2006.

## Tracce
Vinile - versione italiana Schema SCEP 424
1. Rio De Janeiro Blue (In The Invisible Club Mix) - 5:48
2. This Is What You Are (The Album Version) - 7:10

Vinile - versione tedesca Unique UNIQ155
1. This Is What You Are - 4:24
2. I Can't Keep From Cryin' Sometimes - 4:59

## Formazione
- Batteria: Lorenzo Tucci
- Percussioni: Sandro De Bellis
- Pianoforte: Luca Mannutza
- Contrabbasso: Pietro Ciancaglini
- Tromba: Fabrizio Bosso
- Trombone: Gianluca Petrella
- Sax tenore: Daniele Scannapieco
- Voce: Mario Biondi

## Classifiche
| Classifica (2007) | Posizione raggiunta |
| ----------------- | ------------------- |
| Italia            | 9                   |